# غالاراتي

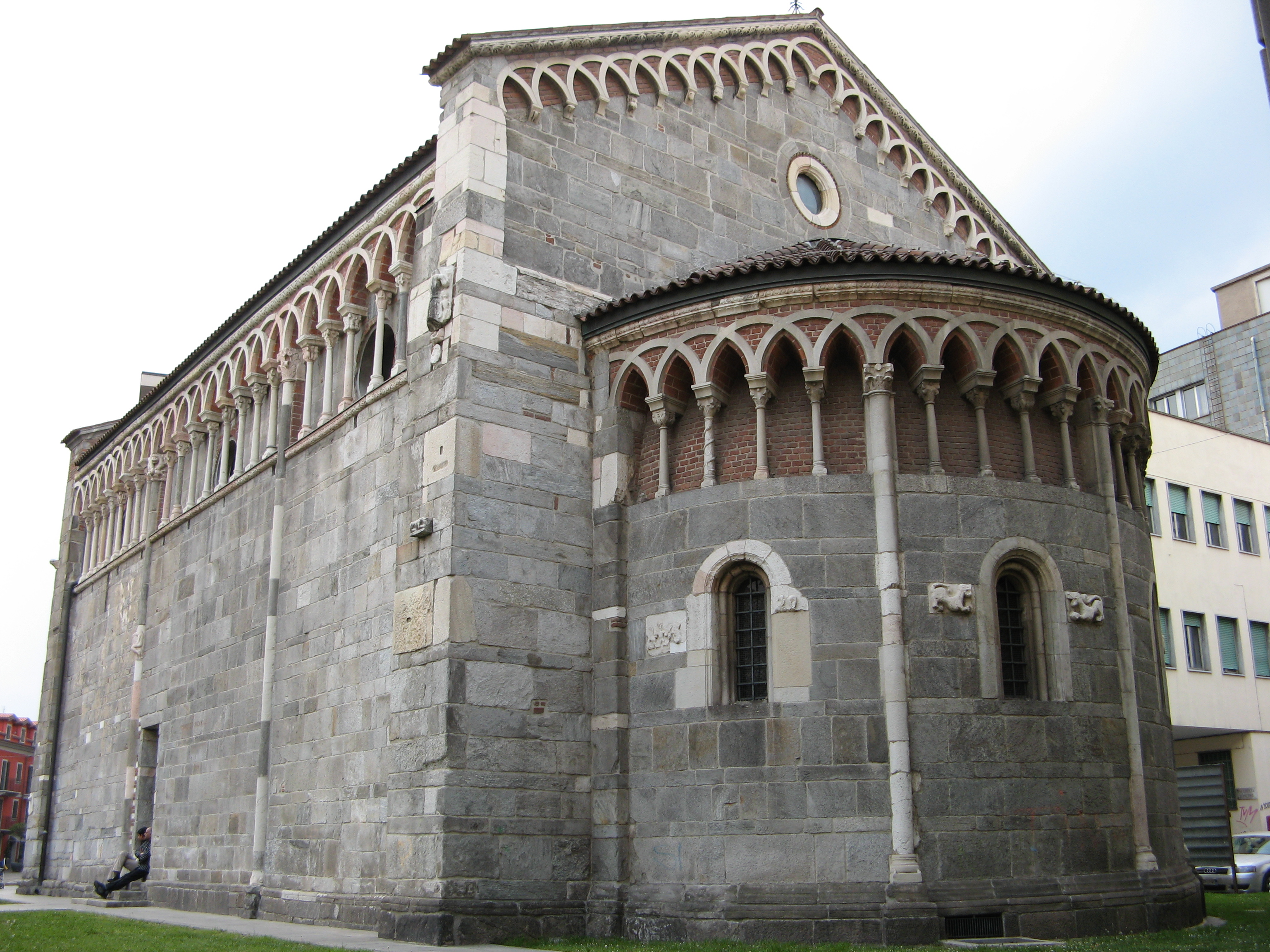
كنيسة سان بييترو

غالاراتي (Gallarate) مدينة إيطالية بمقاطعة فاريزي في إقليم لومبارديا شمال البلاد ويقطنها 50.156 ساكن.
تقع عند تقاطع السكك الحديدية بين فاريزي ولافينو وأرونا. نحو 10 كيلومترا إلى الغرب هي أعمال فيتسولا الكهربائية التي توفر حيث 23،000 حصان مستمدة من نهر تيتشينو. يمر بأراضيها نهر أرنيتا، وتشكل جزءاً من إلى حديقة نهر تيتشينو الوطنية.
هناك شواهد تدل على أن تاريخ غالاراتي يعود الألف الثانية قبل الميلاد.
و نظرا لقربها من المراكز الصناعية لاسيما مدينة فاريزي ومدينة ميلانو أصبحت هي الأخرى مركزا صناعيا خصوصاً بصناعة المنسوجات في النصف الأول من القرن التاسع عشر ،و لكن الصناعة فيها مرت بأزمة خانقة، كان من نتائجها أن صار اقتصاد المدينة شيئا فشيئا يتحول إلى الاعتماد على التجارة،

## السكان
في سنة 1861 بلغ عدد السكان 9٬658 نسمة، وتطور العدد ليصل في سنة 2011 لـ 50٬456 نسمة.
يظهر هذا المخطط البياني تطور النمو السكاني لـ غالاراتي

## أعلام
- فيديريكو بيوفاكاري
- أندريا سالا
- ماركو بارولو
- إيفان باسو
- قايدو ملتستا